# Diner en efectiu

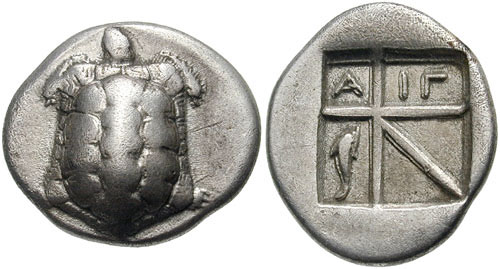
Dracma grega d'Egina data del 700 aC

El diner en efectiu és el diner en forma de moneda sobre paper moneda o bitllets. Són els diners que es porten a sobre, comunament en un moneder, cartera, o a la butxaca dels pantalons, i que per tant no són al banc. Una expressió més informal amb el mateix significat és el "diner cash". També es considera diner en efectiu el diner en metàl·lic carregat dins una targeta moneder. L'efectiu està constituït per la moneda de curs legal, que és propietat de l'entitat i que estarà disponible immediatament per a la seva operació, com són les monedes, bitllets, dipòsits bancaris en els seus comptes de xec, girs bancaris, remeses en trànsit, divisa estrangera i metalls preciosos amonedats. En economia, els diners en efectiu són considerats de molta més liquiditat que altres formes de representacions de valor econòmic.
A banda es considera com qualsevol mitjà de canvi generalment acceptat per al pagament de béns i serveis i l'amortització de deutes. L'efectiu també serveix com a mesura del valor per taxar el preu econòmic relatiu dels diferents béns i serveis. El nombre d'unitats monetàries requerides per comprar un bé es denomina preu del bé. No obstant això, la unitat monetària utilitzada com a mesura del valor no ha de ser utilitzada com a mitjà de canvi. Durant el període en què Amèrica del Nord era una colònia, per exemple, la moneda espanyola era un important mitjà de canvi mentre que la lliura esterlina britànica era el patró de mesura del valor.

## Ús
Les funcions dels diners com a mitjà de canvi i mesura del valor faciliten l'intercanvi de béns i serveis i l'especialització de la producció. Sense la utilització dels diners el comerç es reduiria a la barata o intercanvi directe d'un bé per un altre; aquest era el mètode utilitzat per la gent primitiva i, de fet, la barata se segueix emprant en alguns llocs. En una economia de bescanvi, una persona que té alguna cosa amb el que comerciar ha de trobar una altra persona que vulgui això mateix i que tingui alguna cosa acceptable per oferir a canvi. En una economia monetària, el propietari d'un bé pot vendre a canvi de diners, que s'accepta com a pagament, i així evita gastar el temps i l'esforç que requeriria trobar a algú que li oferís un intercanvi acceptable. Per tant, el diner es considera la peça clau de la vida econòmica moderna.
En altres paraules, les funcions que els diners havia d'exercir i que actualment exerceix són les següents:
- Mitjà d'intercanvi, o mitjà pel qual es puguin adquirir tots i cadascun dels béns i serveis.
- Unitat de comptabilitat, és a dir, que pugui subdividir tant com es vulgui per representar els diversos conjunts d'articles.
- Dipòsit de valor i estàndard de pagaments ajornats, és a dir, que permeti conservar un poder adquisitiu generalitzat per satisfer necessitats futures. Un estàndard de pagaments ajornats fa que sigui possible acceptar, en lloc de diners pròpiament dit, un acord o contracte institucionalment aprovat per al lliurament de quantitats específiques de poder adquisitiu, transferides a una data futura.

Com es pot observar, que els diners pugui complir aquestes funcions depèn que tota la gent estigui disposada a acceptar com a tal o sigui que estigui disposada a canviar qualsevol bé o servei per ell. Per això les societats antigues van adoptar en primer terme algun article molt desitjat per dipositar-hi les funcions dels diners: grans de cacau en la Mesoamérica antiga, pedres i petxines a les Illes del Pacífic i metalls preciosos en els països de la Mediterrània. Més recentment, la major part de les societats van desenvolupar sistemes d'intercanvi basats en metalls i per a fins de comptabilitat es van usar unitats de pes d'aquests metalls o monedes. Això es va fer per a major comoditat i per establir la idea dels diners com una cosa regulat per l'autoritat política (rei, príncep o una altra) que encunyava les monedes i garantia la seva grandària uniforme i el contingut també uniforme d'algun metall preciós.

## Importància
El crèdit, o la utilització d'una promesa de pagament futur, és un complement valuosíssim dels diners en l'actualitat. La major part de les transaccions econòmiques es fan mitjançant instruments crediticis més que amb monedes. Els dipòsits bancaris s'introdueixen generalment en l'estructura monetària d'un país, el terme 'oferta monetària' reflecteix els diners en circulació més els dipòsits bancaris.
El valor real dels diners queda determinat pel seu poder adquisitiu, que al seu torn depèn del nivell general de preus. Segons la teoria quantitativa dels diners, els preus es determinen, en gran part o en la seva totalitat, pel volum de diners en circulació. No obstant això, l'evidència empírica demostra que a l'hora de determinar el nivell general de preus és igualment important la velocitat de circulació dels diners i el volum de producció de béns i serveis. El volum i la velocitat de circulació dels dipòsits bancaris també són rellevants.

## Orígens dels diners
El primer lloc on apareixen els diners materialitzats és a la Xina, on les monedes eren de fusta, el que fàcilment va generar que la reproducció per qualsevol individu sigui molt senzilla, originant-se el primer cas d'inflació del Món.
A la Mesopotàmia, uns 3000 aC, ja utilitzaven blocs de plata per al comerç de béns, usant així una quasi moneda.
Amb l'adveniment de la civilització grega, sorgeix l'estandardització de monedes, on ja són encunyades en metall, dificultant així la seva reproducció no oficial.